# Quincy (Califórnia)
Quincy é uma região censitária localizada no estado americano da Califórnia, no condado de Plumas, do qual é sede.

## Geografia
De acordo com o United States Census Bureau, a cidade tem uma área de 11 km², onde todos os 11 km² estão cobertos por terra.

### Localidades na vizinhança
O diagrama seguinte representa as localidades num raio de 16 km ao redor de Quincy.

## Demografia
Segundo o censo nacional de 2010, a sua população é de 1 728 habitantes e sua densidade populacional é de 157,35 hab/km². Possui 872 residências, que resulta em uma densidade de 79,41 residências/km².